# 樊军辉
樊军辉（1965年12月—），男，湖南临湘人，中国天体物理学家，现任广州大学教授。博士生导师。曾任中国天文学会常务理事。